# Chris Gloster
Christopher Gloster (Montclair, Nueva Jersey, Estados Unidos;  28 de julio de 2000) es un futbolista estadounidense. Se desempeña como defensa de lateral izquierdo y su equipo actual es el New Mexico United de la USL Championship. También es internacional con la selección de Estados Unidos sub-23.

## Trayectoria
Gloster creció en Montclair, Nueva Jersey, donde asistió a Montclair High School. Hizo su debut con Red Bull II contra Orlando City B el 13 de agosto de 2016, en la temporada 2016 de la USL. Su aparición como titular contra Orlando City B lo convirtió en el estadounidense más joven en comenzar un juego de la USL a los 16 años y 16 días.
En marzo de 2018, Gloster fichó por el club alemán Hannover después de tener pruebas en clubes de Alemania.
En abril de 2017, fue nombrado en el equipo de Estados Unidos para el Campeonato Sub-17 de CONCACAF 2017. Jugó para Estados Unidos en la Copa Mundial Sub-17 de la FIFA 2017 en India.
El 9 de agosto de 2019, Gloster se unió al equipo holandés Jong PSV, el equipo de reserva del PSV Eindhoven, en un contrato de tres años.

### New York City FC
El 22 de marzo de 2021, Gloster se unió a Major League Soccer club New York City FC, con sus derechos de  jugador local adquiridos del antiguo club New York Red Bulls.
El 31 de mayo de 2021, Gloster fue cedido al lado del campeonato de la USL con el Sacramento Republic.

## Estadísticas

### Clubes
Actualizado al último partido disputado el 5 de junio de 2021.
| Club                  | Liga                 | Temp.         | Liga  | Liga  | Copa Nacional | Copa Nacional | League Cup | League Cup | Continental | Continental | Total | Total |
| Club                  | Liga                 | Temp.         | Part. | Goles | Part.         | Goles         | Part.      | Goles      | Part.       | Goles       | Part. | Goles |
| --------------------- | -------------------- | ------------- | ----- | ----- | ------------- | ------------- | ---------- | ---------- | ----------- | ----------- | ----- | ----- |
| New York Red Bulls II | United Soccer League | 2016          | 1     | 0     | –             | –             | 0          | 0          | –           | –           | 1     | 0     |
| Hannover 96 II        | Regionalliga Nord    | 2018–19       | 16    | 0     | –             | –             | –          | –          | –           | –           | 16    | 0     |
| Jong PSV              | Eerste Divisie       | 2019–20       | 16    | 0     | 0             | 0             | –          | –          | 0           | 0           | 16    | 0     |
| New York City FC      | MLS                  | 2021          | 2     | 0     | 0             | 0             | –          | –          | 0           | 0           | 2     | 0     |
| Sacramento Republic   | USL Championship     | 2021          | 2     | 0     | 0             | 0             | –          | –          | 0           | 0           | 2     | 0     |
| Carrera total         | Carrera total        | Carrera total | 37    | 0     | 0             | 0             | 0          | 0          | 0           | 0           | 37    | 0     |

## Palmarés
Estados Unidos U20
- Campeonato Sub-20 de CONCACAF:  2018

Individual
- Campeonato Sub-20 de CONCACAF Mejor XI:  2018